# Microscop electronic de scanare

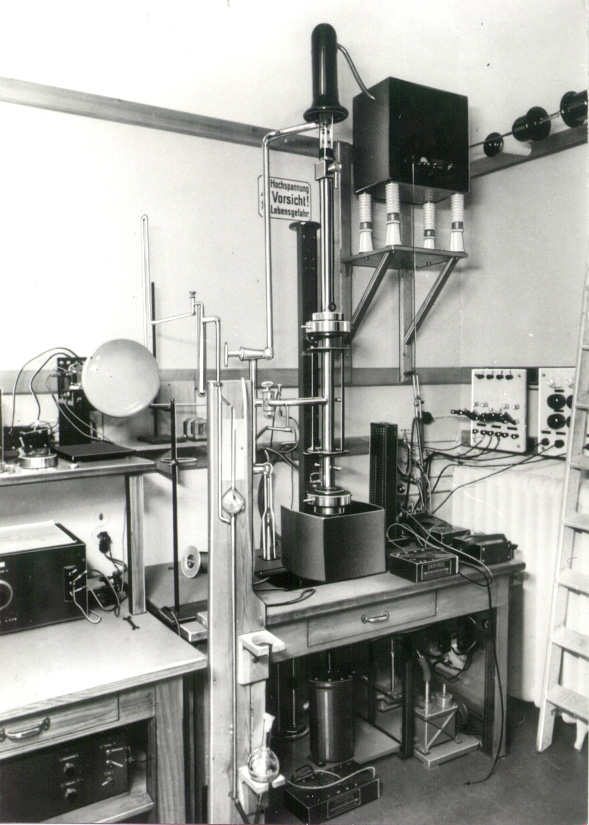
Primul SEM

Microscopul electronic de scanare sau de baleiaj (SEM, din engleză scanning electron microscope) este un tip de microscop electronic în care imaginea unei probe este produsă ca urmare a procesului de scanare a suprafeței acesteia, utilizând un fascicul focalizat de electroni. Electronii interacționează cu atomii din probă și produc diferite semnale care conțin informații despre topografia suprafeței și compoziția probei.
Electrospinning